# 10e parallèle sud
Pour les articles homonymes, voir 10e parallèle.
En géographie, le 10e parallèle sud est le parallèle joignant les points de la surface de la Terre dont la latitude est égale à 10° sud.

## Géographie

### Dimensions
Dans le système géodésique WGS 84, au niveau de 10° de latitude sud, un degré de longitude équivaut à 109,638 km ; la longueur totale du parallèle est donc de 39 470 km, soit environ 98 % de celle de l'équateur. Il en est distant de 1 106 km et du pôle Sud de 8 896 km,.

### Régions traversées
Le 10e parallèle sud passe au-dessus des océans sur environ 80 % de sa longueur. Du point de vue des terres émergées, il traverse l'Afrique (Angola, République démocratique du Congo, Zambie, Malawi, Tanzanie), l'Indonésie, la Papouasie-Nouvelle-Guinée, les îles Cook, Kiribati, la Polynésie française et l'Amérique du Sud (Pérou, Bolivie, Brésil).
Le tableau ci-dessous résume les différentes zones traversées par le parallèle, d'ouest en est :
| Zone                                        | Début                 | Fin                   | Longueur (km) |
| ------------------------------------------- | --------------------- | --------------------- | ------------- |
| Océan Atlantique                            | 10° 00′ S, 36° 01′ O  | 10° 00′ S, 13° 21′ E  | 5 413         |
| Afrique                                     | 10° 00′ S, 13° 21′ E  | 10° 00′ S, 39° 50′ E  | 2 904         |
| Océan Indien                                | 10° 00′ S, 39° 50′ E  | 10° 00′ S, 120° 00′ E | 8 789         |
| Sumba (Indonésie)                           | 10° 00′ S, 120° 00′ E | 10° 00′ S, 120° 49′ E | 90            |
| Mer de Savu                                 | 10° 00′ S, 120° 49′ E | 10° 00′ S, 123° 34′ E | 302           |
| Timor (Indonésie)                           | 10° 00′ S, 123° 34′ E | 10° 00′ S, 124° 34′ E | 110           |
| Mer de Timor, mer d'Arafura, mer de Corail  | 10° 00′ S, 124° 34′ E | 10° 00′ S, 147° 40′ E | 2 533         |
| Nouvelle-Guinée (Papouasie-Nouvelle-Guinée) | 10° 00′ S, 147° 40′ E | 10° 00′ S, 149° 51′ E | 239           |
| Détroit de Goschen                          | 10° 00′ S, 149° 51′ E | 10° 00′ S, 150° 54′ E | 115           |
| Île Normanby (Papouasie-Nouvelle-Guinée)    | 10° 00′ S, 150° 54′ E | 10° 00′ S, 150° 57′ E | 5             |
| Détroit de Goschen                          | 10° 00′ S, 150° 57′ E | 10° 00′ S, 150° 59′ E | 4             |
| Île Normanby (Papouasie-Nouvelle-Guinée)    | 10° 00′ S, 150° 59′ E | 10° 00′ S, 151° 03′ E | 7             |
| Océan Pacifique                             | 10° 00′ S, 151° 03′ E | 10° 00′ S, 151° 08′ E | 9             |
| Île Normanby (Papouasie-Nouvelle-Guinée)    | 10° 00′ S, 151° 08′ E | 10° 00′ S, 151° 17′ E | 16            |
| Océan Pacifique                             | 10° 00′ S, 151° 17′ E | 10° 00′ S, 161° 06′ O | 5 221         |
| Rakahanga (îles Cook)                       | 10° 00′ S, 161° 06′ O | 10° 00′ S, 161° 04′ O | 4             |
| Océan Pacifique                             | 10° 00′ S, 161° 04′ O | 10° 00′ S, 150° 14′ O | 1 187         |
| Île du Millénaire (Kiribati)                | 10° 00′ S, 150° 14′ O | 10° 00′ S, 150° 13′ O | 2             |
| Océan Pacifique                             | 10° 00′ S, 150° 13′ O | 10° 00′ S, 139° 08′ O | 1 215         |
| Tahuata                                     | 10° 00′ S, 139° 08′ O | 10° 00′ S, 139° 06′ O | 4             |
| Océan Pacifique                             | 10° 00′ S, 139° 06′ O | 10° 00′ S, 138° 50′ O | 29            |
| Moho Tani                                   | 10° 00′ S, 138° 50′ O | 10° 00′ S, 138° 48′ O | 4             |
| Océan Pacifique                             | 10° 00′ S, 138° 48′ O | 10° 00′ S, 78° 13′ O  | 6 642         |
| Amérique du Sud                             | 10° 00′ S, 78° 13′ O  | 10° 00′ S, 36° 01′ O  | 4 627         |

## Îles proches
Le 10e parallèle passe à proximité des îles suivantes :
- Groupe d'Aldabran (Seychelles) ;
- Groupe Farquhar (Seychelles) ;
- Île au Cerf (Seychelles) ;
- Agaléga (Maurice) ;
- Îles du détroit de Torres (Australie)
- Guadalcanal (Salomon) ;
- Makira (Salomon) ;
- Îles Duff (Salomon) ;
- Îles Reef (Salomon) ;
- Nukulaelae (Tuvalu) ;
- Niulakita (Tuvalu).

## Frontière
Le 10e parallèle sud délimite une partie de la frontière entre le Brésil et le Pérou, au niveau de l'État brésilien d'Acre et de la région péruvienne d'Ucayali.